# Grab (gmina Lučani)
Grab (cyr. Граб) – wieś w Serbii, w okręgu morawickim, w gminie Lučani. W 2011 roku liczyła 242 mieszkańców.